# Duratorq

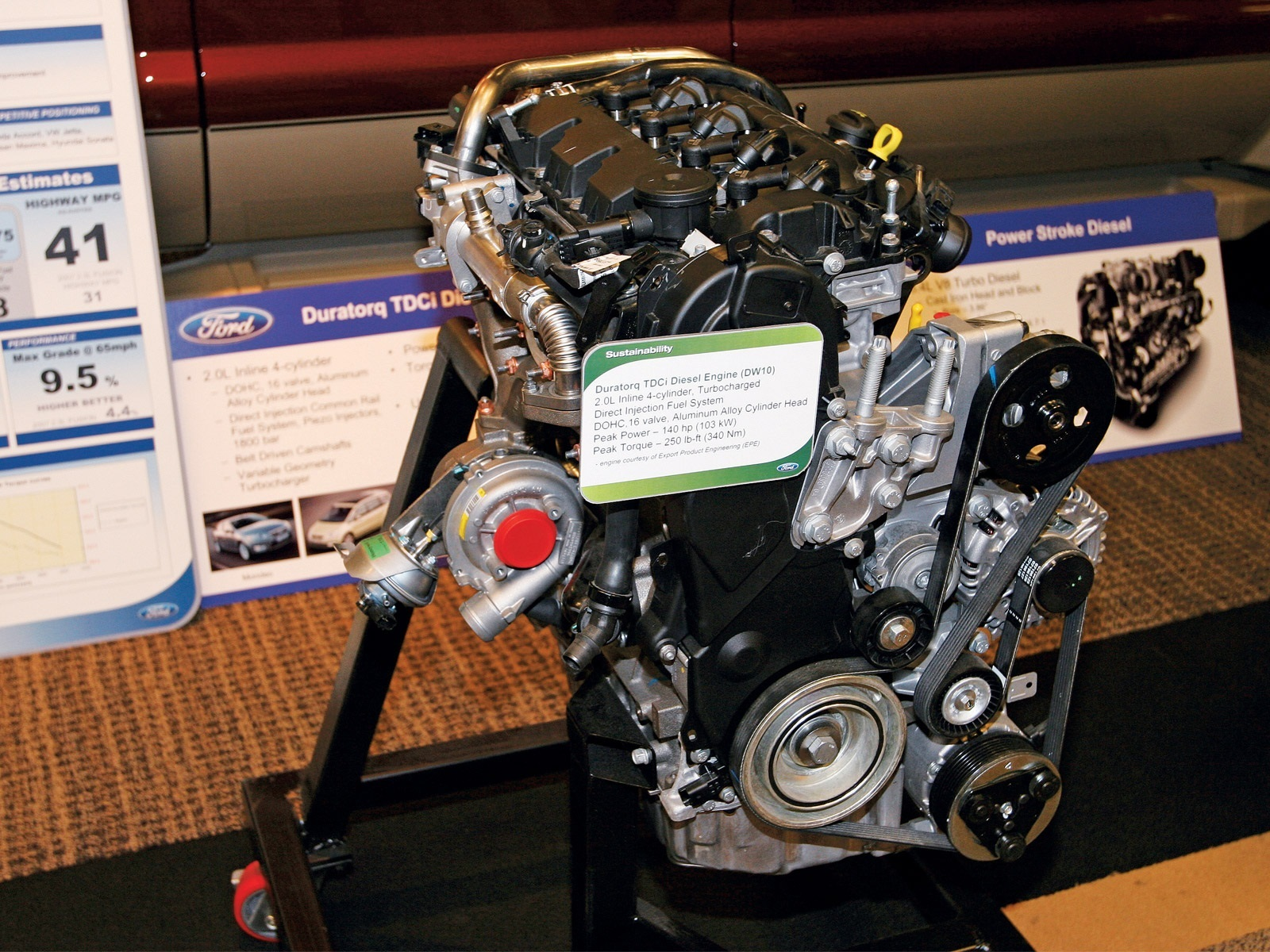
Motor diesel Ford Duratorq TDCi 2.0

Duratorq es el nombre comercial de una gama de motores diésel de Ford, primero introducidos en 2000 para la gama de Ford Mondeo.
El primer diseño, denominado "Puma" durante su desarrollo substituyó a la más vieja unidad "Endura" que había sido desarrollada desde 1984. Las versiones comerciales de la unidad de "Puma" sustituyeron a las unidades "York" de Ford usadas en los modelos de Ford Transit y los vehículos de muchos otros fabricantes -el más notable el "London Taxi"-. Otro motores similares, sin relación con las unidades en esta gama, han sido desarrollados en conjunción con PSA (Citroën Peugeot). Estos motores están por lo tanto disponibles en Ford, Peugeot, Citroën, Jaguar, Land Rover, Volvo y vehículos Mazda con denominaciones diferentes.

## Motores
| Nombre      | Familia      | Motor                                                       | Año    | Características                                                                | Modelos que lo utilizan                                                           |
| ----------- | ------------ | ----------------------------------------------------------- | ------ | ------------------------------------------------------------------------------ | --------------------------------------------------------------------------------- |
| HDi/TDCi    | DLD          | 1.4 L (1399 cc) 1.6 L (1560 cc)                             | ?–?    | I4 turbo, inyección directa common rail                                        | Ford Fiesta, Ford Focus, Mazda 3                                                  |
| TDCi        | Endura-D     | 1.8 L (1753 cc)                                             | ?–?    | I4 turbo intercooler, inyección directa common rail, dos válvulas por cilindro | Ford Focus, Ford Mondeo, Ford Galaxy, Ford S-Max                                  |
| HDi/TDCi 8v | EW/DW        | 2.0 L (1997 cc)                                             | ?–?    | I4 turbo intercooler, dos válvulas por cilindro                                | Ford Connect, Fiat/Lancia, Suzuki                                                 |
| TDCi 16v    | ZSD ("Puma") | 2.0 L (1998 cc) 2.2 L (2198 cc) 2.4 L (2402 cc) 2.5 L 3.0 L | ?–?    | I4 turbo intercooler, inyección directa, cuatro vávulas por cilindro           | Ford Focus, Ford Mondeo, Ford SMAX, Ford Transit, Jaguar X-Type, LDV, London Taxi |
| DT17        | AJ           | 2.7 L (2720 cc)                                             | 1999–? | V6 turbo intercooler, inyección directa                                        | Jaguar S-Type, Jaguar XJ, Land Rover, Peugeot/Citroën                             |
| ?           | AJ           | 3.6 L (???? cc)                                             | 2006–? | V8 turbo intercooler, inyección directa                                        | Jaguar S-Type, Land Rover                                                         |

- Datos: Q2748650
- Multimedia: Ford Duratorq engine / Q2748650